# 申尚澈
申 尚澈（シン・サンチョル、申尙澈、신상철、1924年7月9日 - 2005年9月18日）は、大韓民国の軍人、外交官、政治家。創氏改名時の日本名は永田達明。本貫は平山申氏。カトリック教徒。

## 経歴
1924年7月、忠清南道公州に生まれる。京畿高等学校卒業。1945年、陸軍航空士官学校58期卒業。同年7月1日、陸軍少尉任官、ソ連の侵攻に備えて戦闘機のパイロットとして南満洲に駐在した。
1946年2月28日付で軍事英語学校を卒業して少尉に任官（軍番10058番）。第2連隊の創設に参加。
1947年1月、第5連隊大隊長。2月1日、第5連隊副連隊長。3月15日、首都旅団参謀長。
1948年6月18日、第8連隊長、任中領。
1948年8月8日、第3旅団参謀長。11月3日、第15連隊長。11月25日、軍紀司令部（憲兵）司令官。同年の麗水・順天事件発生当時に事件処理を担当し、南朝鮮労働党系列の将校を粛清する粛軍作業にも参加した。
1949年10月、陸軍本部情報局長。
1950年1月15日、第6師団長。6月10日、陸軍本部人事局長。8月21日、第7師団長。10月、白善燁の第1師団と共に平壌を占領し市街行進を行った。
中国人民志願軍の攻勢で、第7師団が包囲されて全滅すると逃亡したため、軍法会議で死刑宣告を受けたが、1951年に空軍に転科して空軍本部作戦局長（大佐）となった。張志良によれば空軍の状況を把握できていなかった。
1951年、アメリカ空軍大学卒業。
1953年、第1訓練飛行団参謀長。同年12月、空軍士官学校校長。
1959年、空軍本部参謀副長。
1960年、国防大学卒業。10月、任少将。
1961年、5・16軍事クーデター直後任国防部政訓局長。
1962年、軍事休戦委員代表。12月、予備役編入後に駐ベトナム大使。
1972年12月、逓信部長官。
1974年、駐スペイン大使。
1978年、第10代国会議員（全国区、維新政友会）。
1995年、自由民主連合に入党、同党顧問。

## 勲章
- 乙支武功勲章
- 忠武武功勲章
- 保国勲章国仙章
- 保国勲章天授章
- 青条勤政勲章
- 修交勲章光化章
- 修交勲章興仁章
- レジオン・オブ・メリット - 1964年5月29日[14]